# Kunosze
Kunosze (biał. Кунашы, Kunaszy; ros. Кунаши, Kunaszy) – wieś na Białorusi, w obwodzie mińskim, w rejonie stołpeckim, w sielsowiecie Litwa.

## Historia
W dwudziestoleciu międzywojennym leżały w Polsce, w województwie nowogródzkim, w powiecie wołożyńskim, w gminie Wołma. W 1921 miejscowość liczyła 63 mieszkańców, zamieszkałych w 10 budynkach, wyłącznie Polaków wyznania rzymskokatolickiego.
Po II wojnie światowej w granicach Związku Sowieckiego. Od 1991 w niepodległej Białorusi.